# Adam I. (Bethsan)
Adam von Béthune war ein französischer Kreuzritter und als Adam I. Herr von Bethsan im Königreich Jerusalem.
Er stammte aus der Grafschaft Artois. Er war der jüngere Sohn von Robert III. (genannt der Kahle), Herr de Béthune, aus dem gleichnamigen Adelsgeschlecht. Sein älterer Bruder Robert IV. von Béthune (genannt der Dicke) erbte beim Tod des Vaters dessen Herrschaft, Adam hingegen suchte sein Glück im Heiligen Land.
Er nahm am Ersten Kreuzzug teil, mit dem er 1099 nach Palästina gelangte. Nach Ende des Kreuzzugs blieb er im neugegründeten Königreich Jerusalem.

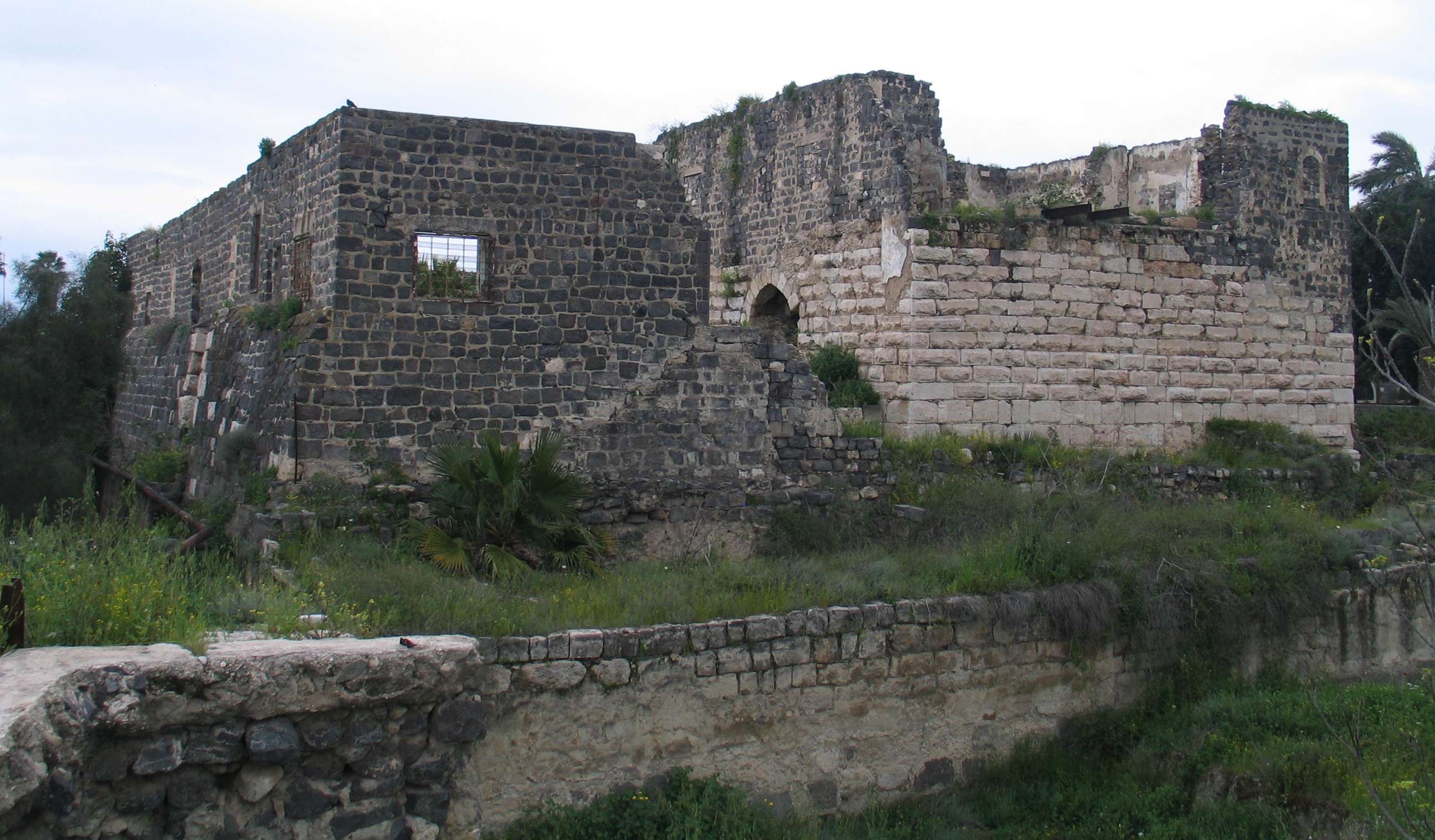
Ruine der Kreuzfahrerburg von Bethsan

Die Stadt Bethsan wurde im gleichen Jahr vom Kreuzfahrer Tankred von Tarent erobert, der 1101 Regent des Fürstentums Antiochia wurde und unter anderem auch Bethsan an den König von Jerusalem, Balduin I. abtrat.
Die Stadt Bethsan war damals eine kaum noch bewohnte Siedlung in den Ruinen der antiken Stadt Scythopolis. Die Kreuzfahrer befestigten die Siedlung und errichteten dort eine Burg deren Ruine bis heute erhalten ist, von der aus sie das weitere Umland kontrollierten. Als Verwalter von Bethsan setzte der König Adam ein, vermutlich zunächst als königlicher Kastellan. Adam gab den Besitz von Bethsan bei seinem Tod an seinen Sohn Adam II. weiter. Um 1120 wurde die Kastellanie Bethsan zu einer eigenständigen Herrschaft erhoben. Da Adams Todesdatum nicht überliefert ist, ist unklar, ob er oder sein Sohn Adam II. insofern erster „Herr“ von Bethsan war.